# Lunapark
Lunapark — дебютный студийный альбом американской инди-рок группы Luna. Он был выпущен 18 августа 1992 года на лейбле Elektra Records. Будучи первой музыкальной работой Дина Уэрэма после расформирования его группы Galaxie 500, Lunapark заложил новые музыкальные направления Уэрэма и создал музыкальное звучание, которое продолжало развиваться на протяжении всего периода существования Luna.

## История
Изначально Luna записывались в составе трёх человек, а гитарист Шон Иден присоединился к составу только на мини-альбоме Slide 1993 года.
В состав альт-рок супергруппы вошли Дин Уэрхэм (ранее играл в качестве лидера обожаемой критиками группы Galaxie 500) и его новые коллеги Джастин Харвуд (бас) и Стэнли Демески (ударные), ранее игравшие в The Chills и Feelies, соответственно. Среди гостей — старый глава лейбла Уэрхэма Крамер и со-лидер Mercury Rev Грассхоппер, который добавил дополнительную гитару примерно в треть альбома.

## Отзывы
| Оценки критиков               | Оценки критиков |
| Источник                      | Оценка          |
| ----------------------------- | --------------- |
| AllMusic                      | [ 1 ]           |
| Chicago Tribune               | [ 2 ]           |
| Encyclopedia of Popular Music | [ 3 ]           |
| Entertainment Weekly          | B+              |
| Q                             | [ 5 ]           |
| The Rolling Stone Album Guide | [ 6 ]           |
| Spin Alternative Record Guide | 8/10            |
| The Village Voice             | A−              |

Альбом получил положительные отзывы музыкальных критиков. Стюарт Мейсон из AllMusic считает, что «являясь редкостью среди альбомов такого рода альт-рок супергрупп, Lunapark звучит как привлекательный конгломерат лучших сторон бывших групп всех трёх участников. Знакомое скучающее нытьё Уэрэма и замедленная гитара создают интересное напряжение в сопоставлении с ультрамелодичным басом Харвуда и гиперактивными барабанами Демески, как будто каждый участник все ещё играет со своей старой группой. Альбом породил два хита для радиостанций колледжа — восхитительно депрессивную „Slide“ (с запоминающейся начальной строчкой „You can never give the finger to the blind“) и нервную, пропульсивную „Slash Your Tires“, но почти все 12 песен имеют запоминающиеся гитарные хуки, припевы, проникающие в голову, и вновь обретённое чувство юмора в бесстрастных текстах Уорэма».

## Список композиций
1. «Slide» — 4:19
2. «Anesthesia» — 3:40
3. «Slash Your Tires» — 4:46
4. «Crazy People» — 3:35
5. «Time» — 2:04
6. «Smile» — 3:05
7. «I Can’t Wait» — 2:42
8. «Hey Sister» — 3:41
9. «I Want Everything» — 4:25
10. «Time to Quit» — 3:04
11. «Goodbye» — 2:25
12. «We’re Both Confused» — 3:54